# Bacchus (pictură de Caravaggio)
 Bacchus  este un tablou pictat în 1597 de Caravaggio, aflat la Galeria Uffizi, Florența.